# Ouaqui
Ouaqui – rzeka w zachodniej części Gujany Francuskiej, dopływ Maroni.